# Rutidea orientalis
Rutidea orientalis är en måreväxtart som beskrevs av Diane Mary Bridson. Rutidea orientalis ingår i släktet Rutidea och familjen måreväxter. Inga underarter finns listade i Catalogue of Life.